# 松柏镇 (永顺县)
松柏镇，是中华人民共和国湖南省湘西土家族苗族自治州永顺县下辖的一个乡镇级行政单位。

## 行政区划
松柏镇下辖以下地区：
松柏社区、龙须社区、三坪村、坝古村、心印村、花桥村、湖坪村、大桥村、仙仁村、兴棚村、福建村、龙头村、坝溶村、星火村和西元村。